# NGC 5178
NGC 5178 is een spiraalvormig sterrenstelsel in het sterrenbeeld Maagd. Het hemelobject werd op 11 mei 1883 ontdekt door de Duitse astronoom Wilhelm Tempel.

## Synoniemen
- UGC 8478
- MCG 2-34-22
- ZWG 72.93
- PGC 47358